# Eklandagatan
Eklandagatan i Göteborg, är en cirka 1 400 meter lång gata, som fick sitt nuvarande namn 1923. Den kännetecknas av en lång backe, och sträcker sig från Södra Vägen i stadsdelen Lorensberg upp till Wallenbergsgatan i stadsdelen Johanneberg. Eklandagatan är numrerad 1-98.
Tidigare hette gatan Eklandavägen (1921–23) efter Eklanda by, vars ägor utgjorde del av den donationsjord som Göteborg uppfördes på. Efterleden -landa förekommer ofta i västsvenska ortnamn och betyder strandmark eller mark vid vatten.
På en karta från 1923 är Eklandagatan utritad att sträcka sig ända fram till nuvarande Doktor Fries torg i Södra Guldheden. Men så blev det alltså inte.
Södergräns var namnet på en kort gata - i nuvarande stadsdelen Johanneberg - utmed stadens dåvarande gräns till Krokslätt i söder. En del av gatan uppgick i Eklandagatan 1923 och den andra delen i byggnadskvarter.

## Utveckling
Förteckningen är inte komplett, utan baseras på tillgängliga källor.
- 1926 — Eklandagatan anges ännu inte vara fullt utlagd, utan är en "fortsättning av Eklandavägen över Johanneberg till Videgatan i Landala."[7]
- 1928 — "Från Södra Vägen sydöst ut till Carlanderska sjukhemmet."[8]
- 1933 — Gatan anges vara delvis utlagd. "Från Södra Vägen sydväst ut över Gibraltargatan till Lindströmsgatan i Johanneberg."[9]
- 1939 — Enligt dagens sträckning.[10]

## I populärkultur
- Gatan besjungs i låten med samma namn på Hästpojkens album Caligula från 2008.